# Eustrotia olenos
Eustrotia olenos là một loài bướm đêm trong họ Noctuidae.